# Edgewood (Maryland)
Edgewood – jednostka osadnicza w Stanach Zjednoczonych, w stanie Maryland, w hrabstwie Harford.